# Rose O'Neal Greenhow
Rose O'Neal Greenhow, ameriška vohunka, * 1817, Port Tobacco, Maryland, ZDA, † 1. oktober 1864. 
Greenhow je bila ena najbolj znanih vohunov za Konfederacijo ameriških držav. Pred ameriško državljansko vojno je bila živela v Washingtonu in bila ena najbolj poznanih oseb v tamkajšnem družbenem življenju. Ta svoja poznanstva je izkoristila za vohunjenje. Odkrili so jo šele leta 1861.